# Mém over
A Mém over egy humoros, talkshow vetélkedő. A műsorvezetője Dombóvári István.
A műsor 2024. március 8-án indult a Viasat3-on. A műsor péntek esténként futott.

## Epizódok
| Évad | Részek száma | Premier dátum    | Utolsó adás dátuma | Műsorvezető      | Csatorna |
| ---- | ------------ | ---------------- | ------------------ | ---------------- | -------- |
| 1.   | 6            | 2024. március 8. | 2024. április 12.  | Dombóvári István |          |

## Története
2024. február 14-én Kis-Bocz Éva, az Antenna Entertainment regionális csatornaigazgatója a SorozatWikinek bejelentette, hogy egy újabb humoros talkshow-vetélkedőt indít Dombóvári István műsorvezetésével. A műsor premierdátumát aznap bejelentették.